# アリスキャン
アリスキャン（ARRISCAN ）は独アーノルド&リヒター社が開発した動画用フィルムスキャナーである。
フィルムゲートの交換により16mm、35mmのスキャンに対応。ネガフィルム、インターミディエイトフィルム、ポジフィルム（暫定対応）の各種フィルムに対応。
2パーフォレーション、3パーフォレーション、4パーフォレーションでスキャン可能。
全世界で130台が稼働しており、日本国内は4社が保有している。

## 概要
16bit CMOSセンサでフィルムの情報を全て読み取り、画像化する。

DI(デジタル・インターミディエイト)ワークフロー、ファイルワークフローに適した動画用フィルムスキャナ。

出力ファイルにはエンハンス等の画像処理は一切行わず、フィルムの情報そのものを量子化する事をコンセプトとしている。

### 機構
メカニカルレジストレーションピン機構により画像安定性にすぐれる。像のゆれ、たわみが少ない。

### 光源
発熱が低いLEDアレイセンサを採用。極めてフィルムへの熱負荷が低く、色分離も良好。

照射パラメータをデータベースにより管理し、異なる個体間でも高い再現性を持つ。
また積分球で入力光を拡散し、フィルム上の傷が目立ちにくい工夫がなされている。

### 読み取りセンサー
カスタム設計のCMOSイメージセンサによる面センサーによる面スキャンで1フレームごと行う。

非常に高速にデータを読み出せるため、LEDによる短時間露光でも安定した像を出力できる。これによりフィルムへの熱負荷を最小限に抑えることに成功している。

センサの分解能は3k x 2k 16bit。マイクロスキャンモードにより倍の6kの像をスキャン可能。

### オーバーサンプリング
4k、2k、HDの画像生成には、必ず6k、3kサイズからのオーバーサンプリングが用いられる。エイリアシングを回避し、滑らかな像を維持できる。3k,6kサイズでの出力も可能。

### ダイナミックレンジ
「ダブルスキャン」機能によりフィルムの高濃度部分に対し優れたSN比でスキャン可能。
通常露光と10倍の露光イメージを1つの画像に合成し、広いダイナミックレンジを得られる。
このコンセプトは同社のデジタルカメラALEXAにも採用されている。

### パーフォレーション
様々なパーフォレーションに対応可能。1～4パーフォレーションまで自由に設定可能。
4:3画角の場合は4パーフォレーションでのスキャンになるが、コスト面で有利な16:9画角での3パーフォレーションスキャンも可能。

### 出力ファイル
- Cineon/DPX 10bit log,TIFF 16bitリニア

一般的にはキーコード、タイムコード等のメタデータが格納可能な「DPX 10bit Log」で出力される。

### フィルムアーカイブ機能
傷んだフィルムでも安全にスキャン可能な「ソフトアーカイブ・モジュール」を持つ。3%までの収縮したフィルムをスキャン可能。

- メカニカルピンを使用しないフィルム装填
- 低速度のスキャン
- フィルムの位置を0.1μm単位で調整可能
- ウェットゲートオプション対応

### デジタルデイリー（デジタルラッシュシステム）
「デジタルデイリー」ワークフローはオフライン用の素材もフィルムスキャナで行うというもの。

低解像度から高解像度のへのパイプライン構築がスムーズに行える。

### プロキシー作成機能
1回のスキャン結果から自由なサイズでプロキシー画像を生成可能。

例えば4kのDPXファイルと同時に1kのDPXファイルを生成できる。これらの画像の色深度、カラーバランス、画像の縦横比は同じであるため容易に活用が可能である。

### セレクトスキャン
EDLやキーコードを用いたカットリストを用いて、必要なコマだけを自動でスキャン可能。